# Военные потери

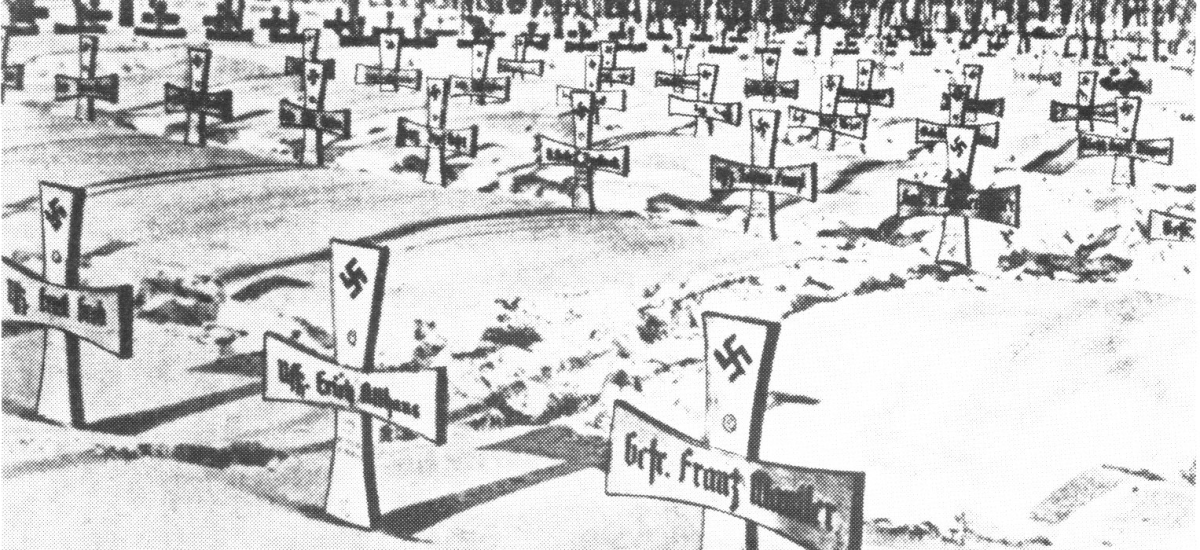
Немецкие безвозвратные потери в СССР. Немецкое кладбище 1941 — 1942 годов.

Военные потери — обобщающий термин, под которым понимаются все виды утрат противоборствующих сторон вследствие военных действий.
Военные потери как правило, включают в себя потери живой силы (личного состава, животных) и всех видов материально-технических средств на фронте и в тылу (вооружения, военной техники, военного и гражданского имущества). Помимо этого, к военным потерям относят ущерб, нанесённый экологическому балансу на территориях боевых действий. Международное гуманитарное право помимо людских потерь различает и другие виды жертв войны.

## Разновидности
Различаются следующие виды военных потерь:
- в живой силе (потери личного состава, животных):
  - безвозвратные потери — лица, погибшие в бою, пленные, пропавшие без вести или умершие от ран или болезней до того, как были эвакуированы в медицинское учреждение[4][5];
  - санитарные потери — лица, ставшие недееспособными из-за полученных ран или заболеваний, полученных в зоне боевых действий, а также любое лицо, помещенное в медицинское учреждение для лечения или выздоровления на срок более одного дня;
    - боевые санитарные потери — потери, которые являются прямым результатом боевых действий;
    - небоевые санитарные потери — потери, которые не являются прямым результатом боевых действий[4][5].
- в вооружении и военной технике:
  - безвозвратные потери (техника, не подлежащая восстановлению или оставшаяся в руках противника);
  - возвратные потери (подлежащая ремонту);

Различают боевые (поражение огнём противника) в боевых (военных) действиях и небоевые (неаккуратное обращение с оружием, аварии, катастрофы, болезни и тому подобное) потери, а также так называемые потери от «дружественного огня» (от ведения огня на поражение по своим же войскам (силам), по причинам неточного целеуказания, неразберихи и прочего), входящие в боевые потери.
Невосполнимые потери — потери, которые не могут быть восполнены (компенсированы) воюющей стороной, в реальные сроки и в достаточном количестве (опытные специалисты — пилоты, подводники, связисты и тому подобное, запасы вооружений, военной техники и боеприпасов и тому подобное).
Военная организация НАТО использует следующие определения:
- Людские потери, жертвы (casualty) — любое лицо, которое потеряно для его организации по причине объявления его погибшим, раненым, больным, задержанным, захваченным или пропавшим без вести.
- Боевые потери (battle casualty) — любые потери, понесенные непосредственно в результате враждебных действий, понесенные в бою или связанные с ним, или понесенные при выполнении или возвращении с боевого задания.
- Небоевые потери (non-battle casualty) — лица, которые не являются боевой потерей, но которые потеряны для его организации по причине болезни или ранения, включая лиц, умирающих от болезни или ранения, или по причине отсутствия, когда отсутствие не представляется добровольным или вызванным действиями противника или интернированием.[6].

### Классификация людских потерь[1]
|               |               |                                        |                                        |                                        |                                        |                                        |                                        |            |            |                                                 |                                                 |                                                 |                                                 |                                                 |                                                 |                |                |                                       |                                       |                                       |                                       |                                       |                                       | Людские потери |            |                                           |                                           |                                           |                                           |                                           |                                           |                       |                       |                                                                    |                                                                    |                                                                    |                                                                    |                                                                    |                                                                    |                 |                 |  |  |  |  |  |  |  |  |
|               |               |                                        |                                        |                                        |                                        |                                        |                                        |            |            |                                                 |                                                 |                                                 |                                                 |                                                 |                                                 |                |                |                                       |                                       |                                       |                                       |                                       |                                       |                |            |                                           |                                           |                                           |                                           |                                           |                                           |                       |                       |                                                                    |                                                                    |                                                                    |                                                                    |                                                                    |                                                                    |                 |                 |  |  |  |  |  |  |  |  |
|               |               |                                        |                                        |                                        |                                        |                                        |                                        |            |            |                                                 |                                                 |                                                 |                                                 |                                                 |                                                 |                |                |                                       |                                       |                                       |                                       |                                       |                                       |                |            |                                           |                                           |                                           |                                           |                                           |                                           |                       |                       |                                                                    |                                                                    |                                                                    |                                                                    |                                                                    |                                                                    |                 |                 |  |  |  |  |  |  |  |  |
|               |               |                                        |                                        |                                        |                                        |                                        |                                        |            |            |                                                 |                                                 |                                                 |                                                 |                                                 |                                                 |                |                | Прямые                                | Прямые                                | Прямые                                | Прямые                                | Прямые                                | Прямые                                |                |            |                                           |                                           |                                           |                                           |                                           |                                           |                       |                       | Косвенные                                                          | Косвенные                                                          | Косвенные                                                          | Косвенные                                                          | Косвенные                                                          | Косвенные                                                          |                 |                 |  |  |  |  |  |  |  |  |
|               |               |                                        |                                        |                                        |                                        |                                        |                                        |            |            |                                                 |                                                 |                                                 |                                                 |                                                 |                                                 |                |                | Прямые                                | Прямые                                | Прямые                                | Прямые                                | Прямые                                | Прямые                                |                |            |                                           |                                           |                                           |                                           |                                           |                                           |                       |                       | Косвенные                                                          | Косвенные                                                          | Косвенные                                                          | Косвенные                                                          | Косвенные                                                          | Косвенные                                                          |                 |                 |  |  |  |  |  |  |  |  |
|               |               |                                        |                                        |                                        |                                        |                                        |                                        |            |            |                                                 |                                                 |                                                 |                                                 |                                                 |                                                 |                |                |                                       |                                       |                                       |                                       |                                       |                                       |                |            |                                           |                                           |                                           |                                           |                                           |                                           |                       |                       |                                                                    |                                                                    |                                                                    |                                                                    |                                                                    |                                                                    |                 |                 |  |  |  |  |  |  |  |  |
|               |               |                                        |                                        |                                        |                                        |                                        |                                        |            |            |                                                 |                                                 | Военнослужащие                                  | Военнослужащие                                  | Военнослужащие                                  | Военнослужащие                                  | Военнослужащие | Военнослужащие |                                       |                                       |                                       |                                       |                                       |                                       |                |            |                                           |                                           | Гражданское население                     | Гражданское население                     | Гражданское население                     | Гражданское население                     | Гражданское население | Гражданское население |                                                                    |                                                                    | Рост смертности                                                    | Рост смертности                                                    | Рост смертности                                                    | Рост смертности                                                    | Рост смертности | Рост смертности |  |  |  |  |  |  |  |  |
|               |               |                                        |                                        |                                        |                                        |                                        |                                        |            |            |                                                 |                                                 | Военнослужащие                                  | Военнослужащие                                  | Военнослужащие                                  | Военнослужащие                                  | Военнослужащие | Военнослужащие |                                       |                                       |                                       |                                       |                                       |                                       |                |            |                                           |                                           | Гражданское население                     | Гражданское население                     | Гражданское население                     | Гражданское население                     | Гражданское население | Гражданское население |                                                                    |                                                                    | Рост смертности                                                    | Рост смертности                                                    | Рост смертности                                                    | Рост смертности                                                    | Рост смертности | Рост смертности |  |  |  |  |  |  |  |  |
|               |               |                                        |                                        |                                        |                                        |                                        |                                        |            |            |                                                 |                                                 |                                                 |                                                 |                                                 |                                                 |                |                |                                       |                                       |                                       |                                       |                                       |                                       |                |            |                                           |                                           |                                           |                                           |                                           |                                           |                       |                       |                                                                    |                                                                    |                                                                    |                                                                    |                                                                    |                                                                    |                 |                 |  |  |  |  |  |  |  |  |
|               |               |                                        |                                        |                                        |                                        |                                        |                                        |            |            |                                                 |                                                 |                                                 |                                                 |                                                 |                                                 |                |                |                                       |                                       |                                       |                                       |                                       |                                       |                |            |                                           |                                           |                                           |                                           |                                           |                                           |                       |                       |                                                                    |                                                                    | Падение рождаемости                                                |                                                                    |                                                                    |                                                                    |                 |                 |  |  |  |  |  |  |  |  |
|               |               |                                        |                                        |                                        |                                        |                                        |                                        |            |            |                                                 |                                                 |                                                 |                                                 |                                                 |                                                 |                |                |                                       |                                       |                                       |                                       |                                       |                                       |                |            |                                           |                                           |                                           |                                           |                                           |                                           |                       |                       |                                                                    |                                                                    |                                                                    |                                                                    |                                                                    |                                                                    |                 |                 |  |  |  |  |  |  |  |  |
|               |               |                                        |                                        |                                        |                                        |                                        |                                        |            |            |                                                 |                                                 |                                                 |                                                 |                                                 |                                                 |                |                |                                       |                                       |                                       |                                       |                                       |                                       |                |            |                                           |                                           |                                           |                                           |                                           |                                           |                       |                       |                                                                    |                                                                    |                                                                    |                                                                    |                                                                    |                                                                    |                 |                 |  |  |  |  |  |  |  |  |
|               |               |                                        |                                        |                                        |                                        | Боевые                                 | Боевые                                 | Боевые     | Боевые     | Боевые                                          | Боевые                                          |                                                 |                                                 |                                                 |                                                 |                |                |                                       |                                       | Небоевые                              | Небоевые                              | Небоевые                              | Небоевые                              | Небоевые       | Небоевые   |                                           |                                           |                                           |                                           |                                           |                                           |                       |                       |                                                                    |                                                                    | Эмиграция                                                          | Эмиграция                                                          | Эмиграция                                                          | Эмиграция                                                          | Эмиграция       | Эмиграция       |  |  |  |  |  |  |  |  |
|               |               |                                        |                                        |                                        |                                        | Боевые                                 | Боевые                                 | Боевые     | Боевые     | Боевые                                          | Боевые                                          |                                                 |                                                 |                                                 |                                                 |                |                |                                       |                                       | Небоевые                              | Небоевые                              | Небоевые                              | Небоевые                              | Небоевые       | Небоевые   |                                           |                                           |                                           |                                           |                                           |                                           |                       |                       |                                                                    |                                                                    | Эмиграция                                                          | Эмиграция                                                          | Эмиграция                                                          | Эмиграция                                                          | Эмиграция       | Эмиграция       |  |  |  |  |  |  |  |  |
|               |               |                                        |                                        |                                        |                                        |                                        |                                        |            |            |                                                 |                                                 |                                                 |                                                 |                                                 |                                                 |                |                |                                       |                                       |                                       |                                       |                                       |                                       |                |            |                                           |                                           |                                           |                                           |                                           |                                           |                       |                       |                                                                    |                                                                    |                                                                    |                                                                    |                                                                    |                                                                    |                 |                 |  |  |  |  |  |  |  |  |
|               |               |                                        |                                        |                                        |                                        |                                        |                                        |            |            |                                                 |                                                 |                                                 |                                                 |                                                 |                                                 |                |                |                                       |                                       |                                       |                                       |                                       |                                       |                |            |                                           |                                           |                                           |                                           |                                           |                                           |                       |                       |                                                                    |                                                                    |                                                                    |                                                                    |                                                                    |                                                                    |                 |                 |  |  |  |  |  |  |  |  |
| Безвозвратные | Безвозвратные | Безвозвратные                          | Безвозвратные                          | Безвозвратные                          | Безвозвратные                          |                                        |                                        | Санитарные | Санитарные | Санитарные                                      | Санитарные                                      | Санитарные                                      | Санитарные                                      |                                                 |                                                 | Безвозвратные  | Безвозвратные  | Безвозвратные                         | Безвозвратные                         | Безвозвратные                         | Безвозвратные                         |                                       |                                       | Санитарные     | Санитарные | Санитарные                                | Санитарные                                | Санитарные                                | Санитарные                                |                                           |                                           |                       |                       |                                                                    |                                                                    | Заболеваемость                                                     | Заболеваемость                                                     | Заболеваемость                                                     | Заболеваемость                                                     | Заболеваемость  | Заболеваемость  |  |  |  |  |  |  |  |  |
| Безвозвратные | Безвозвратные | Безвозвратные                          | Безвозвратные                          | Безвозвратные                          | Безвозвратные                          |                                        |                                        | Санитарные | Санитарные | Санитарные                                      | Санитарные                                      | Санитарные                                      | Санитарные                                      |                                                 |                                                 | Безвозвратные  | Безвозвратные  | Безвозвратные                         | Безвозвратные                         | Безвозвратные                         | Безвозвратные                         |                                       |                                       | Санитарные     | Санитарные | Санитарные                                | Санитарные                                | Санитарные                                | Санитарные                                |                                           |                                           |                       |                       |                                                                    |                                                                    | Заболеваемость                                                     | Заболеваемость                                                     | Заболеваемость                                                     | Заболеваемость                                                     | Заболеваемость  | Заболеваемость  |  |  |  |  |  |  |  |  |
|               |               |                                        |                                        |                                        |                                        |                                        |                                        |            |            |                                                 |                                                 |                                                 |                                                 |                                                 |                                                 |                |                |                                       |                                       |                                       |                                       |                                       |                                       |                |            |                                           |                                           |                                           |                                           |                                           |                                           |                       |                       |                                                                    |                                                                    |                                                                    |                                                                    |                                                                    |                                                                    |                 |                 |  |  |  |  |  |  |  |  |
|               |               | Убитые                                 | Убитые                                 | Убитые                                 | Убитые                                 | Убитые                                 | Убитые                                 |            |            | Раненые                                         | Раненые                                         | Раненые                                         | Раненые                                         | Раненые                                         | Раненые                                         |                |                | Умершие от небоевых ран               | Умершие от небоевых ран               | Умершие от небоевых ран               | Умершие от небоевых ран               | Умершие от небоевых ран               | Умершие от небоевых ран               |                |            | Раненые                                   | Раненые                                   | Раненые                                   | Раненые                                   | Раненые                                   | Раненые                                   |                       |                       |                                                                    |                                                                    |                                                                    |                                                                    |                                                                    |                                                                    |                 |                 |  |  |  |  |  |  |  |  |
|               |               | Убитые                                 | Убитые                                 | Убитые                                 | Убитые                                 | Убитые                                 | Убитые                                 |            |            | Раненые                                         | Раненые                                         | Раненые                                         | Раненые                                         | Раненые                                         | Раненые                                         |                |                | Умершие от небоевых ран               | Умершие от небоевых ран               | Умершие от небоевых ран               | Умершие от небоевых ран               | Умершие от небоевых ран               | Умершие от небоевых ран               |                |            | Раненые                                   | Раненые                                   | Раненые                                   | Раненые                                   | Раненые                                   | Раненые                                   |                       |                       |                                                                    |                                                                    |                                                                    |                                                                    |                                                                    |                                                                    |                 |                 |  |  |  |  |  |  |  |  |
|               |               |                                        |                                        |                                        |                                        |                                        |                                        |            |            |                                                 |                                                 |                                                 |                                                 |                                                 |                                                 |                |                |                                       |                                       |                                       |                                       |                                       |                                       |                |            |                                           |                                           |                                           |                                           |                                           |                                           |                       |                       |                                                                    |                                                                    |                                                                    |                                                                    |                                                                    |                                                                    |                 |                 |  |  |  |  |  |  |  |  |
|               |               | Пропавшие без вести                    | Пропавшие без вести                    | Пропавшие без вести                    | Пропавшие без вести                    | Пропавшие без вести                    | Пропавшие без вести                    |            |            | Больные                                         | Больные                                         | Больные                                         | Больные                                         | Больные                                         | Больные                                         |                |                | Умершие от болезни                    | Умершие от болезни                    | Умершие от болезни                    | Умершие от болезни                    | Умершие от болезни                    | Умершие от болезни                    |                |            | Больные                                   | Больные                                   | Больные                                   | Больные                                   | Больные                                   | Больные                                   |                       |                       |                                                                    |                                                                    |                                                                    |                                                                    |                                                                    |                                                                    |                 |                 |  |  |  |  |  |  |  |  |
|               |               | Пропавшие без вести                    | Пропавшие без вести                    | Пропавшие без вести                    | Пропавшие без вести                    | Пропавшие без вести                    | Пропавшие без вести                    |            |            | Больные                                         | Больные                                         | Больные                                         | Больные                                         | Больные                                         | Больные                                         |                |                | Умершие от болезни                    | Умершие от болезни                    | Умершие от болезни                    | Умершие от болезни                    | Умершие от болезни                    | Умершие от болезни                    |                |            | Больные                                   | Больные                                   | Больные                                   | Больные                                   | Больные                                   | Больные                                   |                       |                       |                                                                    |                                                                    |                                                                    |                                                                    |                                                                    |                                                                    |                 |                 |  |  |  |  |  |  |  |  |
|               |               |                                        |                                        |                                        |                                        |                                        |                                        |            |            |                                                 |                                                 |                                                 |                                                 |                                                 |                                                 |                |                |                                       |                                       |                                       |                                       |                                       |                                       |                |            |                                           |                                           |                                           |                                           |                                           |                                           |                       |                       |                                                                    |                                                                    |                                                                    |                                                                    |                                                                    |                                                                    |                 |                 |  |  |  |  |  |  |  |  |
|               |               | Попавшие в плен                        | Попавшие в плен                        | Попавшие в плен                        | Попавшие в плен                        | Попавшие в плен                        | Попавшие в плен                        |            |            | Обожжённые                                      | Обожжённые                                      | Обожжённые                                      | Обожжённые                                      | Обожжённые                                      | Обожжённые                                      |                |                | Совершившие суицид                    | Совершившие суицид                    | Совершившие суицид                    | Совершившие суицид                    | Совершившие суицид                    | Совершившие суицид                    |                |            | Обожжённые                                | Обожжённые                                | Обожжённые                                | Обожжённые                                | Обожжённые                                | Обожжённые                                |                       |                       |                                                                    |                                                                    |                                                                    |                                                                    |                                                                    |                                                                    |                 |                 |  |  |  |  |  |  |  |  |
|               |               | Попавшие в плен                        | Попавшие в плен                        | Попавшие в плен                        | Попавшие в плен                        | Попавшие в плен                        | Попавшие в плен                        |            |            | Обожжённые                                      | Обожжённые                                      | Обожжённые                                      | Обожжённые                                      | Обожжённые                                      | Обожжённые                                      |                |                | Совершившие суицид                    | Совершившие суицид                    | Совершившие суицид                    | Совершившие суицид                    | Совершившие суицид                    | Совершившие суицид                    |                |            | Обожжённые                                | Обожжённые                                | Обожжённые                                | Обожжённые                                | Обожжённые                                | Обожжённые                                |                       |                       |                                                                    |                                                                    |                                                                    |                                                                    |                                                                    |                                                                    |                 |                 |  |  |  |  |  |  |  |  |
|               |               |                                        |                                        |                                        |                                        |                                        |                                        |            |            |                                                 |                                                 |                                                 |                                                 |                                                 |                                                 |                |                |                                       |                                       |                                       |                                       |                                       |                                       |                |            |                                           |                                           |                                           |                                           |                                           |                                           |                       |                       |                                                                    |                                                                    |                                                                    |                                                                    |                                                                    |                                                                    |                 |                 |  |  |  |  |  |  |  |  |
|               |               | Погибшие в плену                       | Погибшие в плену                       | Погибшие в плену                       | Погибшие в плену                       | Погибшие в плену                       | Погибшие в плену                       |            |            | Обмороженные                                    | Обмороженные                                    | Обмороженные                                    | Обмороженные                                    | Обмороженные                                    | Обмороженные                                    |                |                | Уволенные из армии по болезни         | Уволенные из армии по болезни         | Уволенные из армии по болезни         | Уволенные из армии по болезни         | Уволенные из армии по болезни         | Уволенные из армии по болезни         |                |            | Обмороженные                              | Обмороженные                              | Обмороженные                              | Обмороженные                              | Обмороженные                              | Обмороженные                              |                       |                       | Гибель и ранения от огневого поражения вне фронтовой полосы        | Гибель и ранения от огневого поражения вне фронтовой полосы        | Гибель и ранения от огневого поражения вне фронтовой полосы        | Гибель и ранения от огневого поражения вне фронтовой полосы        | Гибель и ранения от огневого поражения вне фронтовой полосы        | Гибель и ранения от огневого поражения вне фронтовой полосы        |                 |                 |  |  |  |  |  |  |  |  |
|               |               | Погибшие в плену                       | Погибшие в плену                       | Погибшие в плену                       | Погибшие в плену                       | Погибшие в плену                       | Погибшие в плену                       |            |            | Обмороженные                                    | Обмороженные                                    | Обмороженные                                    | Обмороженные                                    | Обмороженные                                    | Обмороженные                                    |                |                | Уволенные из армии по болезни         | Уволенные из армии по болезни         | Уволенные из армии по болезни         | Уволенные из армии по болезни         | Уволенные из армии по болезни         | Уволенные из армии по болезни         |                |            | Обмороженные                              | Обмороженные                              | Обмороженные                              | Обмороженные                              | Обмороженные                              | Обмороженные                              |                       |                       | Гибель и ранения от огневого поражения вне фронтовой полосы        | Гибель и ранения от огневого поражения вне фронтовой полосы        | Гибель и ранения от огневого поражения вне фронтовой полосы        | Гибель и ранения от огневого поражения вне фронтовой полосы        | Гибель и ранения от огневого поражения вне фронтовой полосы        | Гибель и ранения от огневого поражения вне фронтовой полосы        |                 |                 |  |  |  |  |  |  |  |  |
|               |               |                                        |                                        |                                        |                                        |                                        |                                        |            |            |                                                 |                                                 |                                                 |                                                 |                                                 |                                                 |                |                |                                       |                                       |                                       |                                       |                                       |                                       |                |            |                                           |                                           |                                           |                                           |                                           |                                           |                       |                       |                                                                    |                                                                    |                                                                    |                                                                    |                                                                    |                                                                    |                 |                 |  |  |  |  |  |  |  |  |
|               |               | Умершие на пути к 1-му этапу медпомощи | Умершие на пути к 1-му этапу медпомощи | Умершие на пути к 1-му этапу медпомощи | Умершие на пути к 1-му этапу медпомощи | Умершие на пути к 1-му этапу медпомощи | Умершие на пути к 1-му этапу медпомощи |            |            | Контуженные                                     | Контуженные                                     | Контуженные                                     | Контуженные                                     | Контуженные                                     | Контуженные                                     |                |                | Расстрелянные по приговору трибуналов | Расстрелянные по приговору трибуналов | Расстрелянные по приговору трибуналов | Расстрелянные по приговору трибуналов | Расстрелянные по приговору трибуналов | Расстрелянные по приговору трибуналов |                |            | Уволенные в отпуск (запас) из-за болезней | Уволенные в отпуск (запас) из-за болезней | Уволенные в отпуск (запас) из-за болезней | Уволенные в отпуск (запас) из-за болезней | Уволенные в отпуск (запас) из-за болезней | Уволенные в отпуск (запас) из-за болезней |                       |                       | Гибель и ранения от различных причин в прифронтовой полосе         | Гибель и ранения от различных причин в прифронтовой полосе         | Гибель и ранения от различных причин в прифронтовой полосе         | Гибель и ранения от различных причин в прифронтовой полосе         | Гибель и ранения от различных причин в прифронтовой полосе         | Гибель и ранения от различных причин в прифронтовой полосе         |                 |                 |  |  |  |  |  |  |  |  |
|               |               | Умершие на пути к 1-му этапу медпомощи | Умершие на пути к 1-му этапу медпомощи | Умершие на пути к 1-му этапу медпомощи | Умершие на пути к 1-му этапу медпомощи | Умершие на пути к 1-му этапу медпомощи | Умершие на пути к 1-му этапу медпомощи |            |            | Контуженные                                     | Контуженные                                     | Контуженные                                     | Контуженные                                     | Контуженные                                     | Контуженные                                     |                |                | Расстрелянные по приговору трибуналов | Расстрелянные по приговору трибуналов | Расстрелянные по приговору трибуналов | Расстрелянные по приговору трибуналов | Расстрелянные по приговору трибуналов | Расстрелянные по приговору трибуналов |                |            | Уволенные в отпуск (запас) из-за болезней | Уволенные в отпуск (запас) из-за болезней | Уволенные в отпуск (запас) из-за болезней | Уволенные в отпуск (запас) из-за болезней | Уволенные в отпуск (запас) из-за болезней | Уволенные в отпуск (запас) из-за болезней |                       |                       | Гибель и ранения от различных причин в прифронтовой полосе         | Гибель и ранения от различных причин в прифронтовой полосе         | Гибель и ранения от различных причин в прифронтовой полосе         | Гибель и ранения от различных причин в прифронтовой полосе         | Гибель и ранения от различных причин в прифронтовой полосе         | Гибель и ранения от различных причин в прифронтовой полосе         |                 |                 |  |  |  |  |  |  |  |  |
|               |               |                                        |                                        |                                        |                                        |                                        |                                        |            |            |                                                 |                                                 |                                                 |                                                 |                                                 |                                                 |                |                |                                       |                                       |                                       |                                       |                                       |                                       |                |            |                                           |                                           |                                           |                                           |                                           |                                           |                       |                       |                                                                    |                                                                    |                                                                    |                                                                    |                                                                    |                                                                    |                 |                 |  |  |  |  |  |  |  |  |
|               |               | Умершие от ран при лечении             | Умершие от ран при лечении             | Умершие от ран при лечении             | Умершие от ран при лечении             | Умершие от ран при лечении             | Умершие от ран при лечении             |            |            | Поражённые ОВ                                   | Поражённые ОВ                                   | Поражённые ОВ                                   | Поражённые ОВ                                   | Поражённые ОВ                                   | Поражённые ОВ                                   |                |                | Умершие от прочих причин              | Умершие от прочих причин              | Умершие от прочих причин              | Умершие от прочих причин              | Умершие от прочих причин              | Умершие от прочих причин              |                |            | Осуждённые                                | Осуждённые                                | Осуждённые                                | Осуждённые                                | Осуждённые                                | Осуждённые                                |                       |                       | Умершие в тюрьмах и концлагерях                                    | Умершие в тюрьмах и концлагерях                                    | Умершие в тюрьмах и концлагерях                                    | Умершие в тюрьмах и концлагерях                                    | Умершие в тюрьмах и концлагерях                                    | Умершие в тюрьмах и концлагерях                                    |                 |                 |  |  |  |  |  |  |  |  |
|               |               | Умершие от ран при лечении             | Умершие от ран при лечении             | Умершие от ран при лечении             | Умершие от ран при лечении             | Умершие от ран при лечении             | Умершие от ран при лечении             |            |            | Поражённые ОВ                                   | Поражённые ОВ                                   | Поражённые ОВ                                   | Поражённые ОВ                                   | Поражённые ОВ                                   | Поражённые ОВ                                   |                |                | Умершие от прочих причин              | Умершие от прочих причин              | Умершие от прочих причин              | Умершие от прочих причин              | Умершие от прочих причин              | Умершие от прочих причин              |                |            | Осуждённые                                | Осуждённые                                | Осуждённые                                | Осуждённые                                | Осуждённые                                | Осуждённые                                |                       |                       | Умершие в тюрьмах и концлагерях                                    | Умершие в тюрьмах и концлагерях                                    | Умершие в тюрьмах и концлагерях                                    | Умершие в тюрьмах и концлагерях                                    | Умершие в тюрьмах и концлагерях                                    | Умершие в тюрьмах и концлагерях                                    |                 |                 |  |  |  |  |  |  |  |  |
|               |               |                                        |                                        |                                        |                                        |                                        |                                        |            |            |                                                 |                                                 |                                                 |                                                 |                                                 |                                                 |                |                |                                       |                                       |                                       |                                       |                                       |                                       |                |            |                                           |                                           |                                           |                                           |                                           |                                           |                       |                       |                                                                    |                                                                    |                                                                    |                                                                    |                                                                    |                                                                    |                 |                 |  |  |  |  |  |  |  |  |
|               |               | Уволенные из ВС из-за боевых поражений | Уволенные из ВС из-за боевых поражений | Уволенные из ВС из-за боевых поражений | Уволенные из ВС из-за боевых поражений | Уволенные из ВС из-за боевых поражений | Уволенные из ВС из-за боевых поражений |            |            | Ушедшие в отпуск (запас) из-за боевых поражений | Ушедшие в отпуск (запас) из-за боевых поражений | Ушедшие в отпуск (запас) из-за боевых поражений | Ушедшие в отпуск (запас) из-за боевых поражений | Ушедшие в отпуск (запас) из-за боевых поражений | Ушедшие в отпуск (запас) из-за боевых поражений |                |                |                                       |                                       |                                       |                                       |                                       |                                       |                |            |                                           |                                           |                                           |                                           |                                           |                                           |                       |                       | Гибель от насильственного перемещения для принудительного труда    | Гибель от насильственного перемещения для принудительного труда    | Гибель от насильственного перемещения для принудительного труда    | Гибель от насильственного перемещения для принудительного труда    | Гибель от насильственного перемещения для принудительного труда    | Гибель от насильственного перемещения для принудительного труда    |                 |                 |  |  |  |  |  |  |  |  |
|               |               |                                        | Уволенные из ВС из-за боевых поражений | Уволенные из ВС из-за боевых поражений | Уволенные из ВС из-за боевых поражений | Уволенные из ВС из-за боевых поражений | Уволенные из ВС из-за боевых поражений |            |            | Ушедшие в отпуск (запас) из-за боевых поражений | Ушедшие в отпуск (запас) из-за боевых поражений | Ушедшие в отпуск (запас) из-за боевых поражений | Ушедшие в отпуск (запас) из-за боевых поражений | Ушедшие в отпуск (запас) из-за боевых поражений | Ушедшие в отпуск (запас) из-за боевых поражений |                |                |                                       |                                       |                                       |                                       |                                       |                                       |                |            |                                           |                                           |                                           |                                           |                                           |                                           |                       |                       | Гибель от насильственного перемещения для принудительного труда    | Гибель от насильственного перемещения для принудительного труда    | Гибель от насильственного перемещения для принудительного труда    | Гибель от насильственного перемещения для принудительного труда    | Гибель от насильственного перемещения для принудительного труда    | Гибель от насильственного перемещения для принудительного труда    |                 |                 |  |  |  |  |  |  |  |  |
|               |               |                                        |                                        |                                        |                                        |                                        |                                        |            |            |                                                 |                                                 |                                                 |                                                 |                                                 |                                                 |                |                |                                       |                                       |                                       |                                       |                                       |                                       |                |            |                                           |                                           |                                           |                                           |                                           |                                           |                       |                       |                                                                    |                                                                    |                                                                    |                                                                    |                                                                    |                                                                    |                 |                 |  |  |  |  |  |  |  |  |
|               |               | Умершие от прочих боевых поражений     | Умершие от прочих боевых поражений     | Умершие от прочих боевых поражений     | Умершие от прочих боевых поражений     | Умершие от прочих боевых поражений     | Умершие от прочих боевых поражений     |            |            |                                                 |                                                 |                                                 |                                                 |                                                 |                                                 |                |                |                                       |                                       |                                       |                                       |                                       |                                       |                |            |                                           |                                           |                                           |                                           |                                           |                                           |                       |                       | Гибель экипажей и пассажиров торгового флота и гражданской авиации | Гибель экипажей и пассажиров торгового флота и гражданской авиации | Гибель экипажей и пассажиров торгового флота и гражданской авиации | Гибель экипажей и пассажиров торгового флота и гражданской авиации | Гибель экипажей и пассажиров торгового флота и гражданской авиации | Гибель экипажей и пассажиров торгового флота и гражданской авиации |                 |                 |  |  |  |  |  |  |  |  |
|               |               | Умершие от прочих боевых поражений     | Умершие от прочих боевых поражений     | Умершие от прочих боевых поражений     | Умершие от прочих боевых поражений     | Умершие от прочих боевых поражений     | Умершие от прочих боевых поражений     |            |            |                                                 |                                                 |                                                 |                                                 |                                                 |                                                 |                |                |                                       |                                       |                                       |                                       |                                       |                                       |                |            |                                           |                                           |                                           |                                           |                                           |                                           |                       |                       | Гибель экипажей и пассажиров торгового флота и гражданской авиации | Гибель экипажей и пассажиров торгового флота и гражданской авиации | Гибель экипажей и пассажиров торгового флота и гражданской авиации | Гибель экипажей и пассажиров торгового флота и гражданской авиации | Гибель экипажей и пассажиров торгового флота и гражданской авиации | Гибель экипажей и пассажиров торгового флота и гражданской авиации |                 |                 |  |  |  |  |  |  |  |  |

### Ущерб экологии
Военно-экономический урон, связанный с прямым или косвенным изменением окрущающей среды в результате боевых действий может иметь самый разный вид и масштаб (локальный, региональный, глобальный). Как правило, он является следствием использования особо мощных видов современного обычного вооружения, оружия массового поражения или оружия на новых физических принципах и выражается в устойчивом нарушении экологического равновесия в естественных средах (гидросфере, атмосфере, метасфере, околоземном космическом пространстве), а также — в среде, обустроенной человеком в процессе его деятельности. Его негативные последствия могут проявляться в виде поражения флоры и фауны, уничтожении озонового слоя, землетрясений, тайфунов, цунами, изменениях в тепловом режиме определённых территорий, деградации почв и тому подобное.

## Допустимые потери
При планировании боевых действий оценивают прогнозируемые потери и допустимые потери (потери, при которых поставленная боевая задача всё-таки может быть выполнена). На Западе в последнее время получил распространение термин «запланированные потери» (англ. Planned losses).
Потери гражданских лиц во время ведения военных (боевых) действий к боевым потерям не относятся. Для этого используется термин «сопутствующий ущерб».

## Потери
Некоторые потери в войнах:
- Потери в Первой мировой войне (1914—1918)
- Потери во Второй мировой войне (1939—1945)
- Потери в Великой Отечественной войне (1941—1945)
- Потери в Афганской войне (1979—1989)
- Потери в вооружённом конфликте в Южной Осетии (2008)
- Потери во время операции «Литой свинец» (2008—2009)